# أندرو ديوتش
أندرو ديوتش (بالإنجليزية: Andrew Deutsch)‏ هو ملحن أمريكي، ولد في 1968.

## وصلات خارجية
- أندرو ديوتش على موقع ميوزك برينز (الإنجليزية)
- أندرو ديوتش على موقع ديسكوغز (الإنجليزية)